# Bernac-Dessus
Bernac-Dessus – miejscowość i gmina we Francji, w regionie Oksytania, w departamencie Pireneje Wysokie.
Według danych na rok 1990 gminę zamieszkiwało 278 osób, a gęstość zaludnienia wynosiła 60 osób/km² (wśród 3020 gmin regionu Midi-Pireneje Bernac-Dessus plasuje się na 787. miejscu pod względem liczby ludności, natomiast pod względem powierzchni na miejscu 1518.).